# Willy Potthoff
Willy Potthoff (* 22. Oktober 1925 in Altenmelle bei Melle; † 23. Februar 2006 in Aachen) war ein deutscher Reformpädagoge.

## Leben
Aus einfachen Verhältnissen stammend – sein Vater war Fabrikschlosser –, studierte Potthoff ab 1947 an der Pädagogischen Akademie in Bielefeld. 1949 heiratete er Anita Potthoff geborene Kreyer. 1950 wurde er Lehrer an der Petrischule in Bielefeld, einer Volksschule in einem Arbeiterviertel. Zusammen mit engagierten Kollegen formte er in einem mehrjährigen Entwicklungsprozess das reformpädagogische, besonders am Jena-Plan orientierte Profil der Petrischule (ab 1960 dort als Konrektor).
Von 1963 bis 1965 war er als Ausbildungsleiter in der 2. Phase der GH-Lehrerausbildung in Bielefeld tätig. 1965 wurde er an die Pädagogische Hochschule Bielefeld abgeordnet. 1969 schloss er sein nebenberufliches Promotionsstudium (Pädagogik, Soziologie und Psychologie) an der Westfälischen Wilhelms-Universität in Münster mit der Dissertation ab und wurde Wissenschaftlicher Assistent an der Pädagogischen Hochschule Westfalen-Lippe Abteilung Bielefeld. 1970 wechselte er als Dozent an die Pädagogische Hochschule Schwäbisch Gmünd.
1971 erhielt Willy Potthoff einen Ruf als Professor für Schulpädagogik an die Pädagogische Hochschule Freiburg, zu deren Rektor er 1974 gewählt wurde. Als Garant von Meinungsfreiheit auch für die Studentenschaft wurde er 1976 wiedergewählt. Von 1976 bis 1978 war er gleichzeitig Vorsitzender der Rektorenkonferenz der Pädagogischen Hochschulen in Baden-Württemberg sowie Initiator und Leiter (ab 1977) der Projektgruppe „Neue Studiengänge“, die zum Lehrerstudium qualitativ gleichwertige, aber auf andere Berufsfelder zielende Studiengänge an den Pädagogischen Hochschulen in Baden-Württemberg entwickelte.
Angesichts einer hohen Lehrerarbeitslosigkeit gründete er 1982 mit anderen die „Solidargemeinschaft Lehrer und Erzieher Südbaden e. V.“ (SOLE), deren Vorsitzender er von 1982 bis 1993 war. Mehrere Hundert arbeitslose Lehrer wurden in Projekten der SOLE beschäftigt; besonders hervorzuheben ist neben der Einführung des Seniorenstudiums in Freiburg (1984) die Gründung von sieben Reformpädagogischen Arbeitsstellen in Südbaden (1983–1993). Unter der Leitung von Willy Potthoff dienten sie als Informations- und Unterstützungszentren für Schulen bei der Einführung von offenen Unterrichtsformen – insbesondere der materialgeleiteten Freiarbeit.
1988 gründete er die Akademie für Reformpädagogik (Leitung bis 2006) zur Aus- und Weiterbildung reformpädagogisch orientierter Lehrer als Multiplikatoren.
Nach seiner Pensionierung 1991 hielt er 30 Semester lang weiterhin stark besuchte Seminare an der PH Freiburg. In Zusammenarbeit mit staatlichen, kirchlichen und gewerkschaftlichen Institutionen führte er in verschiedenen Bundesländern zahlreiche Fortbildungsveranstaltungen zu reformpädagogischen Themen durch. Bis zu seinem Tod arbeitete er in seinem Wohnort Freiburg i.Br. am letzten Buch über pädagogische und soziale Projekte, in denen er als Lehrer oder Professor selbst mitgewirkt hat.

## Pädagogische Leitlinien
Willy Potthoff hat maßgeblich an der Renaissance reformpädagogischer Ideen seit den 1980er Jahren mitgewirkt (u. a. durch Gründung Reformpädagogischer Arbeitsstellen ab 1983); besonders die Übertragung damaliger reformpädagogischer Grundschul-Ansätze auf die Sekundarstufe ist sein Verdienst.
Willy Potthoff prägte die Integrierte Reformpädagogik, die nicht dogmatisch den Vorgaben eines einzelnen klassischen Reformpädagogen folgt, sondern der Lehrkraft die Freiheit lässt, Unterricht aus Elementen der Konzeptionen unterschiedlicher Reformpädagogen (z. B. Petersen, Gaudig, Dewey, Montessori, Freinet) in eigener Kreativität und Verantwortung zu gestalten. So schrieb er: „Im Gegensatz zu einigen reformpädagogischen Entwürfen der zwanziger Jahre verstehen wir die heutige Reformpädagogik als ein offenes System, das […] von den einzelnen Lehrerinnen und Lehrern mit ihren Klassen oder den Lehrerkollegien mit der gesamten Schule erst zu situationsangemessenen Handlungsformen entwickelt werden muß“. Dafür lieferte er den Lehrern in seinen Schriften theoretische Grundlagen und praktische Hilfen, indem er kritisch die verschiedenen Modelle und Methoden analysierte. In seinen eigenen konkreten Vorschlägen für eine kindgerechte Schule haben Projektarbeit und Innere Differenzierung (Binnendifferenzierung) des Unterrichts beispielsweise durch Freiarbeit, Lernzirkel und Wochenplanunterricht eine zentrale Bedeutung.
Geprägt durch seine frühen Erfahrungen als Lehrer einer Brennpunktschule wusste er um die Notwendigkeit – auch für die demokratische Gesellschaft – und Möglichkeit, Kinder aus allen sozialen Schichten durch eine gestaltete Lernumgebung in eine individuell optimale Distanz zum Lerngegenstand zu bringen und sie durch mehr Eigenverantwortung in der Schule zu selbständigen Persönlichkeiten reifen zu lassen. „Normkinder schulen oder Individualitäten zu Persönlichkeiten bilden?“ (Potthoff 20016, S. 12)
Bei aller Wertschätzung privater Freier Schulen propagierte und förderte er doch besonders die Umsetzung reformpädagogischer Ideen an öffentlichen Schulen durch engagierte Lehrer, möglichst von den Kultusbehörden toleriert und unterstützt, aber keinesfalls oktroyiert. „Schulentwicklung von unten mit dem Ziel eines effektiven schülergerechten Unterrichts und eines ausgewogenen Schullebens …“ (Potthoff u. a. 2004, S. 25)

## Schriften
- Die Idee der Schulgemeinde. Vorstellungen zur genossenschaftlichen Selbstverwaltung im 19. Jahrhundert, (Pädagog. Forschungen. Veröff. des Comenius Instituts) Heidelberg 1971  (Dissertation)
- Curriculumentwicklung. Modelle und Strategien, Ravensburg (Otto Maier) 1973 (4. Aufl. 1976)
- Einführung in Strukturbegriffe der Erziehungswissenschaft, Freiburg (Herder) 1974 (4. Aufl. 1981) (zus. mit A. Wolf), ISBN 3-451-09017-1
- Erfolgskontrolle, Ravensburg (Otto Maier) 1974 (2. Aufl. 1975)
- Schulpädagogik, Freiburg, Basel, Wien (Herder) 1975 (Hrsg.)
- Pädagogische Konflikte in der Schule, Freiburg (Herder) 1975 (4. Aufl. 1980) (zus. mit A. Wolf), ISBN 3-451-09030-9
- Schulwissenschaft Live, 3 Bde., Ravensburg (Otto Maier) 1976 (Hrsg.)
- Methodische Lernhilfen, Ravensburg (Otto Maier) 1976
- Grundformen des Unterrichts, Freiburg (Herder) 1979
- Erfolgssicherung im Unterricht, Freiburg (Herder) 1981
- Grundlage und Praxis der Freiarbeit in der Grundschule, Freiburg (Reformpädagogischer Verlag) 1985 (2. Aufl. 1987)
- Reformpädagogik an öffentlichen Schulen, 5 Bde., Freiburg  ab 1985 (Hrsg.)
- Freies Lernen – verantwortliches Handeln. Der Freiburger Ansatz der Integrierten Reformpädagogik, Freiburg (Reformpädagogischer Verlag) 1990 (2. Aufl. 1994)
- Lernen und üben mit allen Sinnen, Freiburg 1991 (3. erweiterte Auflage 1996 mit dem Zusatz: Lernzirkel im Unterricht der Sekundarstufe), ISBN 3-925416-15-3
- Einführung in die Reformpädagogik. Von der klassischen zur aktuellen Reformpädagogik, Freiburg 1992 (4. Auflage 2003), ISBN 3-925416-23-4
- Einführung in die Freiarbeit, Freiburg (Reformpädagogischer Verlag) 1994 (Lernzirkel)
- Freiarbeit und Lernzirkel im Mathematikunterricht der Sekundarstufe, Freiburg 1995 (zus. mit J. Potthoff), ISBN 3-925416-12-9
- Veränderte Kindheit – aktive Schule, Freiburg (Reformpädagogischer Verlag) 1995 (Lernzirkel)
- Wege zur Öffnung des Unterrichts, Freiburg (Reformpädagogischer Verlag) 1996 (Lernzirkel)
- Freiarbeit am Gymnasium, Materialien Innere Schulreform 101, Stuttgart (LEU) 1996
- Gingas Erziehung oder Freiheit und Verantwortung in Elternhaus, Schule und Gesellschaft, Freiburg 1998, ISBN 3-925416-18-8
- Methoden des offenen Unterrichts, Freiburg (Reformpädagogischer Verlag) 1998 (200 Karteikarten)
- Beobachtung und Beurteilung der Schüler/innen im offenen Unterricht, Freiburg 2000
- Arbeitsformen des selbst organisierten Lernens, Freiburg (Reformpädagogischer Verlag) 2000 (Lernzirkel)
- Grundlage und Praxis der Freiarbeit. Selbstbestimmtes Lernen in Grundschule und Sekundarstufe, Freiburg 20016, ISBN 3-925416-24-2
- Reformpaedagogik-Archiv.de (92 Online-Texte) ab 2001 (Hrsg.)

- Impulse für die aktive Schule. Vorschläge zur besseren Zentrierung und Profilierung des Bildungswesens nach PISA, Freiburg 2004 (mit J. Schneider und F. Schrage), ISBN 3-925416-27-7
- Materialien für Lehrerbildung, Lehrerfortbildung und Schulentwicklung, Freiburg (Reformpädagogischer Verlag) 2004 (6 Module)
- Pädagogische und soziale Projektvariationen, Freiburg 2006, ISBN 978-3-925416-28-6